# Mairie de Lille
Mairie de Lille – stacja metra w Lille, położona na linii 2. Znajduje się w Lille, w dzielnicy Lille-Centre. Stacja obsługuje halę widowiskową Palais Saint Sauveur i centralne merostwo Lille.
Została oficjalnie otwarta 1 kwietnia 1989. 